# ムーラン (アリエ県)
ムーラン（Moulins）は、フランス中央部、アリエ川の東岸、パリの南南東292kmに位置するオーヴェルニュ＝ローヌ＝アルプ地域圏の都市で、アリエ県の県庁所在地である。

## 概要
ムーランの地名はアリエ川沿岸に点在する風車小屋（フランス語：moulin）に由来するとされる。1327年、端麗王シャルル4世がブルボネー（Bourbonnais）地方を公爵領としたのを受けて、ルイ1世が最初のブルボン公となり、その首都がムーランにおかれた。
15世紀末、ピエール2世がブルボネー、ボジョレー、フォレ、オーヴェルニュの各地方をその支配下におくと、ムーランはその文化および芸術において黄金期を迎えた。しかし、ヴァロワ朝の国王フランソワ1世はブルボン家の繁栄を妬み、ピエール2世の義理の息子であるシャルル3世を攻め、1532年にブルボン公領はフランス王家に没収される。
1540年10月16日、ナバラ女王ジャンヌ・ダルブレとヴァンドーム公アントワーヌ・ド・ブルボンの結婚式がムーラン城内のチャペルで行なわれた。彼らの間に生まれたのが、1589年にブルボン朝最初の国王となったアンリ4世である。
城館の遺構の他、15世紀の職人の手による祭壇画や、ステンド・グラスで知られるノートル・ダム大聖堂など、歴史的な文化遺産が数多く残っている。
主な産業としては皮革加工、機械、電気機器などがある。

## 人口統計
| 1962年 | 1968年 | 1975年 | 1982年 | 1990年 | 1999年 | 2006年 | 2012年 |
| ------ | ------ | ------ | ------ | ------ | ------ | ------ | ------ |
| 23 909 | 25 979 | 26 067 | 25 159 | 22 799 | 21 892 | 20 599 | 18 959 |

source=1999年までLdh/EHESS/Cassini、2004年以降INSEE

## 姉妹都市
- バート・フィルベル、ドイツ
- モンテプルチャーノ、イタリア
- タンジェ、モロッコ[5]

## 出身者
- クロード・ルイ・エクトル・ド・ヴィラール - 軍人
- アントワーヌ・メイエ - 言語学者